# Whiplash (film, 2014)
A Whiplash 2014-es amerikai filmdráma, amelyet Damien Chazelle rendezett. A főszerepekben Miles Teller, J. K. Simmons, Paul Reiser és Melissa Benoist láthatóak.
A film alapjául az azonos című 2013-as rövidfilm szolgált. A filmet a 2014-es Sundance Filmfesztiválon mutatták be, 2014. január 16-án. A Sony Pictures ezután megszerezte a forgalmazási jogokat, és a Sony Pictures Classics, illetve Stage 6 Films márkanevei alatt jelentette meg.

## Rövid történet
A film főszereplője az ambiciózus jazzdobos, Andrew Neiman (Teller), akinek türelmét próbára teszi a szigorú zenekarvezető, Terence Fletcher (Simmons).

## Szereplők
| Színész                | Szerep           | Magyar hang        |
| ---------------------- | ---------------- | ------------------ |
| Miles Teller           | Andrew Neiman    | Fehér Tibor        |
| J. K. Simmons          | Terence Fletcher | Barbinek Péter     |
| Paul Reiser            | Jim Neiman       | Berzsenyi Zoltán   |
| Melissa Benoist        | Nicole           | Andrusko Marcella  |
| Austin Stowell         | Ryan Connolly    | Magyar Bálint      |
| Nate Lang              | Carl Tanner      | Makranczi Zalán    |
| Chris Mulkey           | Frank bácsi      | Konrád Antal       |
| Damon Gupton           | Mr. Kramer       | Bognár Tamás       |
| Suanne Spoke           | Emma néni        | Menszátor Magdolna |
| Jayson Blair           | Travis           | Moser Károly       |
| Charlie Ian            | Dustin           | Joó Gábor          |
| Henry G. Sanders       | Red Henderson    |                    |
| C.J. Vana              | Metz             |                    |
| Adrian Rashad Driscoll | Reed             |                    |

## Fogadtatás
A film pozitív kritikákban részesült. A Rotten Tomatoes oldalán 94%-os értékelést ért el, 298 kritika alapján, és 8.6 pontot szerzett a tízből. A Metacritic oldalán 88 pontot szerzett a százból, 49 kritika alapján. Simmons megnyerte az Oscar-díjat a "legjobb mellékszereplő" kategóriában.
A Variety magazin kritikusa, Peter Debruge kritikája szerint a "film lerombolja a "zenei csodagyerek" műfaj kliséit". Todd McCarthy, a The Hollywood Reporter kritikusa dicsérte Simmons és Teller játékát.
A The Daily Telegraph kritikusa, Amber Wilson pozitívan értékelte a film rendezését. Az Indiewire kritikusa, James Rocchi szintén pozitívan értékelte.
Azonban nem mindenki fogadta pozitívan a filmet. A Slate magazin kritikusa, Forrest Wickman szerint a film eltorzította a jazz történetét, állítása szerint "Fletcher nem az a Charlie Parker fajta zenész; inkább az a fajta zenész, akihez legszívesebben egy cintányért vágna az ember". A The New Yorker kritikusa, Richard Brody szintén negatívan értékelte. Adam Neely basszusgitáros szerint a film helytelenül ábrázolja mind a modern zeneoktatást, mind a valódi jazz-zenészek ízlését, hozzáállását és szubkultúráját is.